# Vĩnh Điện (rivier)
De Vĩnh Điện is een rivier in Vietnam. De Vĩnh Điện stroomt door de provincie Quảng Nam en de stad Đà Nẵng.
Ter hoogte van Điện Phong in de huyện Điện Bàn takt de rivier zich af van de Thu Bồn. Op het moment dat de Quá Giáng in Hòa Phước in huyện Hòa Vang samenvloeit met de Vĩnh Điện, heet de hoofdstroom de Cái.